# Pardosa yavapa
Pardosa yavapa är en spindelart som beskrevs av Chamberlin 1925. Pardosa yavapa ingår i släktet Pardosa och familjen vargspindlar. Inga underarter finns listade i Catalogue of Life.